# Покшивниця (Остроленцький повіт)
Покшивниця (пол. Pokrzywnica) — село в Польщі, у гміні Ґоворово Остроленцького повіту Мазовецького воєводства.
Населення — 378 осіб (2011).
У 1975-1998 роках село належало до Остроленцького воєводства.

## Демографія
Демографічна структура станом на 31 березня 2011 року:
|          | Загалом | Допрацездатний вік | Працездатний вік | Постпрацездатний вік |
| -------- | ------- | ------------------ | ---------------- | -------------------- |
| Чоловіки | 192     | 41                 | 132              | 19                   |
| Жінки    | 186     | 36                 | 105              | 45                   |
| Разом    | 378     | 77                 | 237              | 64                   |